# Le Gorille vous salue bien
Le Gorille vous salue bien is een Franse film van Bernard Borderie die werd uitgebracht in 1958. 
Het scenario is gebaseerd op de gelijknamige roman (1954) van Antoine Dominique.
Deze film is de eerste van een serie van drie films die als hoofdpersonage de Franse spion 'Le Gorille' hebben. Hoofdrolspeler Lino Ventura werd in de twee volgende delen vervangen door Roger Hanin.

## Verhaal
Géo Paquet, alias 'le Gorille', werkt als spion voor de geheime Franse inlichtingendiensten. Hij is een van hun beste krachten. 
Een spionagenetwerk heeft Franse atoomgeheimen bemachtigd. Daarom geeft zijn overste, kolonel Berthomieu, alias 'le Vieux', le Gorille de opdracht dat netwerk op te rollen. Daartoe moet deze zich voordoen als zware jongen en onder die identiteit infiltreren in dat netwerk. Tijdens zijn onderzoek stoot hij op een bende valutamakelaars die ook spionnen zijn. De bende werkt voor een buitenlandse ambassade. Vermits hun leider werkt voor de Verenigde Naties geniet hij  diplomatieke onschendbaarheid. 

## Rolverdeling
| Acteur               | Personage                                                  |
| -------------------- | ---------------------------------------------------------- |
| Lino Ventura         | Géo Paquet, 'le Gorille'                                   |
| Charles Vanel        | kolonel Berthomieu, 'le Vieux', chef van de contraspionage |
| Pierre Dux           | William Veslot                                             |
| Bella Darvi          | Isoline                                                    |
| Marie Sabouret       | Chaboute, de vrouw van le Gorille                          |
| Jean-Pierre Mocky    | Cébu                                                       |
| René Lefèvre         | inspecteur Blavet van de DST                               |
| Robert Manuel        | Casa                                                       |
| André Valmy          | Mauricet                                                   |
| Jean-Roger Caussimon | Léon                                                       |
| Henri Crémieux       | X.A Pallos                                                 |